# Del de Lure
Pour les articles homonymes, voir Del.

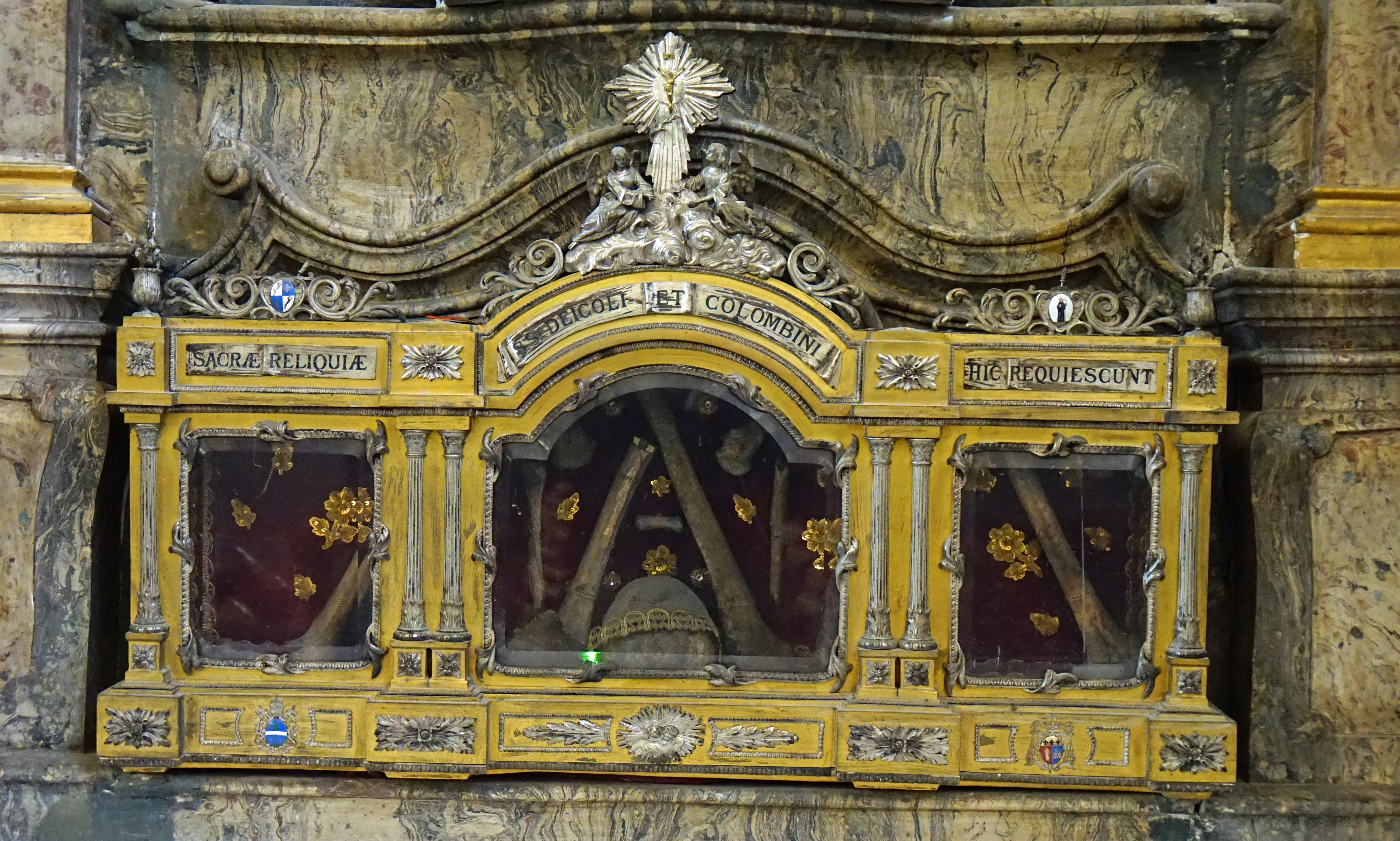
Le reliquaire de saint Desle et saint Colombin dans l'église Saint-Martin de Lure.

Del de Lure ou Del ou Desle ou Déicole, ou Deicolus en latin, est un saint chrétien d’origine irlandaise qui vivait au VIIe siècle sous le pontificat du pape Vigile. Il a vécu une partie de sa vie dans l’est de la France. Il est vénéré dans les Vosges dans la région de Remiremont, plus particulièrement à Gerbamont et à Raon-aux-Bois.
Il est également cité avec les noms Deel, Deille, Delle, Dichul, Diey, Deicuil et Dicuil.

## Hagiographie
La vie de saint Desle est connue par un écrit anonyme de la fin du IXe siècle, la Vita Deicola. Ce texte est retranscrit en latin en 1645 dans le tome 1 de l’ouvrage Sanctiorum Scotiæ Hibernæ (Saints d’Écosse et d’Irlande) de Ionnem Colganum (John Colgan) chez l’éditeur Evrard De Witte de Louvain. Les pages 115 à 127 sont une biographie de saint Desle intitulée Vita S. Deicoli (Vie de Saint Deicolus).
Né en Irlande à une date inconnue, il serait le frère de saint Gall. Il entra tout jeune à l'abbaye de Bangor en Irlande et vécut attaché à la spiritualité de saint Colomban. Il suivit ce dernier au monastère de Luxeuil où il passa sa vie de 590 à 610.
Au début de l'année 610, à l'instigation du roi Thierry et de Brunehilde, les moines de Luxeuil durent s'exiler et prirent le chemin de Besançon. Sur la route, saint Desle, épuisé, dut laisser partir ses compagnons. La légende raconte qu'arrivé ainsi dans la forêt de Darney, il fit jaillir une source en frappant la terre de son bâton et rencontra ensuite un berger qui le conduisit vers une chapelle dédiée à saint Martin, près de laquelle il construisit une cabane.
Plus tard, ayant recouvré la santé, saint Desle partit fonder un nouveau monastère, près de Lure, encouragé par Clotaire II qui lui offrit un vaste domaine. Là, il reprit la règle de Luxeuil, en y apportant quelques adoucissements, se rapprochant de la règle de saint Benoît qui commençait à s'étendre en Occident. Saint Desle entreprit alors un voyage vers Rome afin d'aller faire approuver sa règle par le pape. Il mourut en 625.

## Vénération

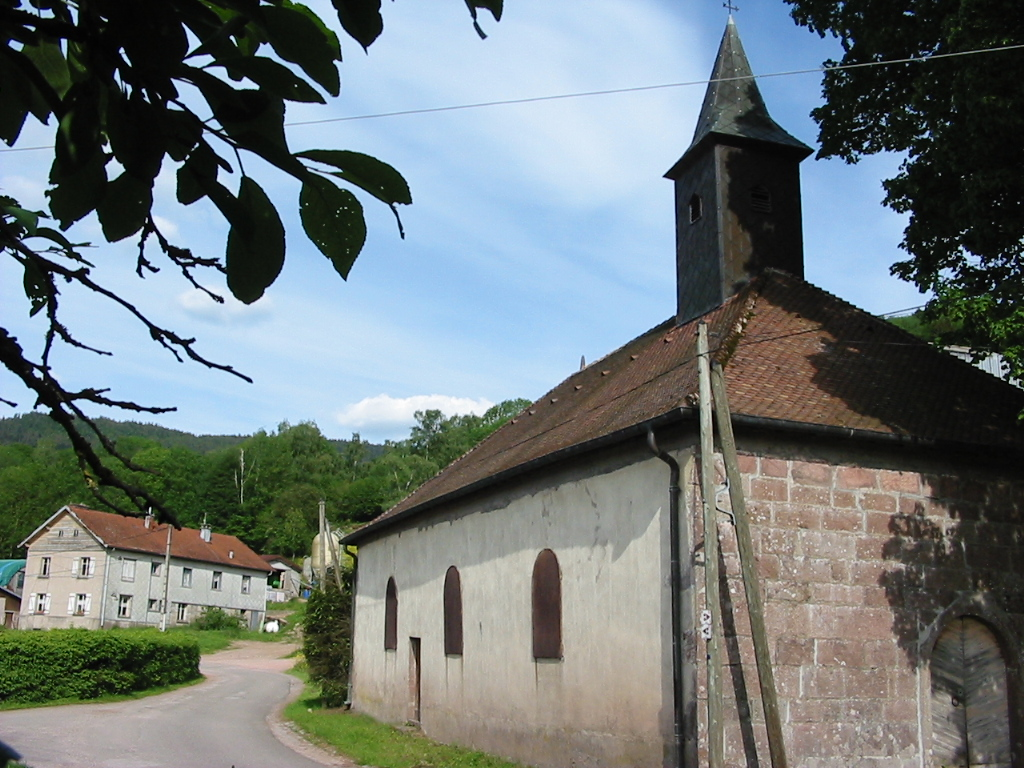
Chapelle Saint-Del à Gerbamont.

Le monastère de Lure suscita de nombreux pèlerinages, on raconte que Rodolphe IV de Bade se fit remettre quelques reliques du saint, réputé pour protéger la ville où il avait fondé le monastère.
Saint Desle est vénéré dans les paroisses vosgiennes en lisière de la Haute-Saône, tout particulièrement dans la région de Remiremont. À Gerbamont, une chapelle lui est dédiée.
Saint Desle est considéré comme un saint guérisseur des maladies des petits enfants, mais aussi comme un protecteur du bétail. Un pèlerinage se déroulait le 18 janvier, vers la chapelle de Gerbamont.
Son souvenir se perpétue aussi à :
- Plombières-les-Bains avec l'Église Saint Amé et Saint Blaise
- Remiremont
- Hadol

ainsi que dans plusieurs autres villages lorrains.[Lesquels ?]

## Popularité

### Prénom et patronyme
Au XVIIe siècle, sans doute grâce à la popularité de saint Desle ou saint Del, Del est devenu un prénom, comme l'attestent certains registres paroissiaux des Vosges. Aujourd'hui, le prénom Del est devenu rare, mais le mot est devenu un patronyme, notamment sous la forme Jeandel, qui est composé de deux prénoms, Jean et Del. 
Certains descendants d'une famille vosgienne au patronyme de Roussel portent traditionnellement Del comme dernier prénom ; cette tradition trouverait ses origines au début du XXe siècle et aurait été initiée afin de réduire la probabilité de confusion avec des homonymes[réf. nécessaire].

### Toponymes
À La Bresse, commune du département des Vosges, le lieudit le Raindé signifie « Le rain de Del » — un rain étant une parcelle de terre, et Del en étant le propriétaire —.
Vers 1770, des travaux d'extraction des houillères de Ronchamp sont dénommés « Saint-Desle », l'abbaye de Lure, fondée par Del, étant propriétaire de ces charbonnages,.
À Esprels, commune située au sud de Lure en Haute-Saône, une source placée au centre du village porte le nom de saint Desle, et la rue qui y passe est la Rue de la Fontaine Saint Desle. La légende raconte que le saint y serait venu lors de ses déplacements pendant les années où il vivait à Luxeuil, Esprels étant située sur la route de Lure à Besançon. Il est dit que saint Desle s'y serait lavé les yeux, c'est pourquoi la source a été longtemps fréquentée par les gens qui souffraient des yeux ou de cécité, et on y venait également prier saint Desle pour soigner les convulsions des enfants. À la fin du XIXe siècle, un lavoir et un abreuvoir en grès y ont été construits.